# Castell de Penyafort
El castell de Penyafort està situat al sud de Santa Margarida i els Monjos, vora el curs del riu Foix i ben a prop d'una sèrie d'indústries. És un conjunt format per les restes de l'antic casal fortificat de Penyafort (torre circular, llenços de mur), un convent i una església. Tradicionalment s'hi localitza el naixement de sant Ramon de Penyafort (1185-1275), dominicà i canonista, doctor en jurisprudència per Bolonya i conseller de Jaume I, canonitzat el 1601. Aquest espai, de diferents etapes arquitectòniques, és la porta d'accés al Parc Natural del Foix.

## Història
El castell de Penyafort, edificat possiblement el segle xi, era format, en un començament, per una torre i una casa quadra, com també ho eren els castells de Moja (981) i Canyelles (992). Aquests petits castells tenien una funció subsidiària i doble: eren nuclis de protecció per als camperols que colonitzaven les noves zones conquerides als sarraïns i al mateix temps servien d'avançades per a prevenir els atacs al castell d'Olèrdola, construït entre els anys 929 i 930 en un indret molt ben situat estratègicament i que exercia el seu domini sobre unes terres de frontera d'uns 250 km² d'extensió. La política de colonització impulsada pels comtes de Barcelona impulsarà el poblament per colons cristians del territori més gran de la marca.
El castell de Penyafort, en un principi, era regit per un castlà nomenat i depenent del senyor d'Olèrdola. Més endavant s'independitzarà, i en el segle xii ja s'esmenta la torre de Penyafort amb el domini dels senyors de Penyafort que hi romandran fins a mitjan segle xiv. Es considera que un dels membres d'aquesta nissaga, nascut el 1185 en aquest indret, va ser sant Raimon de Penyafort, que l'any 1229 predicà la croada contra els musulmans per encàrrec del papa.
Bernat de Penyafort, net de Pere de Penyafort, n'era el senyor l'any 1337. L'any 1356, Arnau de Montoliu, l'últim descendent del llinatge, ven la casa a Pere de Crebeyno. No hi ha informació en els anys successius però se sap que el 1405 era mig derruït. L'any 1586, la Diputació del General de Catalunya pren a Pere i Pau Riu les seves propietats. Quinze anys més tard, Martí Joan d'Espuny d'Argençola, casat amb Agnès Espuny i d'Alemany, el va comprar en subhasta pública, passant a anomenar-se des d'aleshores senyor de Penyafort i de Pacs i el 1602 obtingué l'autorització per bastir-hi una capella dedicada a sant Ramon de Penyafort, santificat l'any anterior pel papa Climent VIII. Martí Joan d'Espuny l'any 1603 va fer donació de la torre i dependències annexes a l'orde dels dominics.
Durant la Guerra del Francès, aquest convent va ser saquejat pels francesos. L'any 1836 (Desamortització de Mendizábal), amb el regnat d'Isabel II d'Espanya, es decretà la venda forçosa dels béns eclesiàstics, passant a ser béns de l'Estat per poder ser privatitzats a través de subhastes. L'any 1851, Miquel Puig comprà a l'Estat la propietat del convent. A Miquel Puig el va succeir el seu fill Josep Puig i Llagostera, casat amb Rosa Amat. Quan ell finà l'any 1879, la seva dona residiria al convent. Durant la Guerra Civil Espanyola, l'església fou saquejada i es va habilitar com a presó; els propietaris i masovers continuaven vivint al casal residencial. James R. Halloway, l'any 1959, junt amb uns socis, van restaurar les habitacions, per tal d'establir-hi un hotel. L'any 1966 n'era propietari Dimitri Nicholas. L'any 1971, Martín Fainberg i Oliver Johnson el van adquirir per a negocis vinícoles. L'any 2002, l'Ajuntament de Santa Margarida i els Monjos va adquirir el convent.
El CRAI Biblioteca de Fons Antic de la Universitat de Barcelona conserva, arran de la desamortització dels convents del 1835, els fons provinents del Convent de Sant Ramon de Penyafort, que actualment sumen més de 200 edicions. Així mateix, ha registrat i descrit un exemple de les marques de propietat que van identificar el convent al llarg de la seva existència.

## Arquitectura

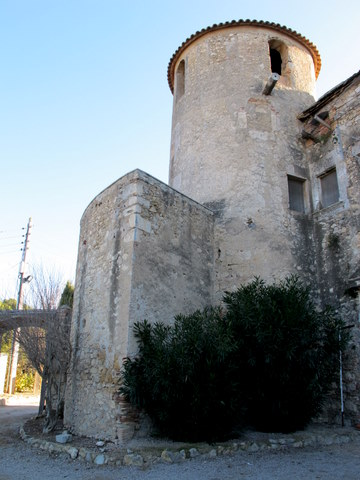
Torre circular. Únic element medieval conservat

El castell de Penyafort és un conjunt arquitectònic declarat bé cultural d'interès nacional (BCIN), que està format per la torre medieval, un convent dominic del segle xvii, i una casa pairal del segle xix. La construcció més antiga és la torre cilíndrica i algunes dependències annexes que han sofert moltes transformacions, documentada el segle xii però possiblement erigida el segle xi en un més dels castells de frontera del Penedès construïts després de la ràtzia d'Al-Mansur. El convent dataria dels segles xvii i xviii, en diverses construccions i ampliacions que es reprendrien el segle xix, després de la desamortització.
L'església té una sola nau amb volta de canó i llunetes, arcs torals i sis capelles laterals per banda. La portada és neoclàssica, amb frontó trencat per una fornícula.